# Glypta solida
Glypta solida là một loài tò vò trong họ Ichneumonidae.